# Lapiojärvi
Lapiojärvi är en sjö i kommunen Ilomants i landskapet Norra Karelen i Finland. Sjön ligger 145,5 meter över havet. Den är 16 meter djup. Arean är 89 hektar och strandlinjen är 13,22 kilometer lång. Sjön  ingår i Vuoksens huvudavrinningsområde.   Den ligger omkring 72 kilometer nordöst om Joensuu och omkring 440 kilometer nordöst om Helsingfors. 